# Sagans sånger
Sagans sånger är reggaegruppen Livelihoods andra musikalbum. Det släpptes 10 oktober 2007 på skivbolaget SwingKids.

## Låtlista
1. "2012" - 4:24
2. "För mycket hönsgård" - 3:36
3. "Boom boom chilla" - 4:06
4. "Ditt blotta väsen" - 3:55
5. "Känslan bränns" - 4:31
6. "Katt & råtta" - 3:39 (med Storsien)
7. "Dubsteppah" - 3:45
8. "Arg kavajman" - 4:36
9. "Moment Iris" - 5:06
10. "Förenas" - 3:35
11. "Sagans sång" - 5:05 (med Marcus Berg)